# Hockley County
Das Hockley County ist ein County im Bundesstaat Texas der Vereinigten Staaten. Das U.S. Census Bureau hat bei der Volkszählung 2020 eine Einwohnerzahl von 21.537 ermittelt. Der Sitz der County-Verwaltung (County Seat) befindet sich in Levelland.

## Geographie
Das County liegt im Nordwesten von Texas, ist im Westen etwa 40 km von New Mexico entfernt und hat eine Fläche von 2353 Quadratkilometern, wovon 1 Quadratkilometer Wasserfläche ist. Es grenzt im Uhrzeigersinn an folgende Countys: Lamb County, Lubbock County, Terry County und Cochran County.

## Geschichte
Hockley County wurde am 21. August 1876 aus Teilen des Bexar County und Young County gebildet. Die Verwaltungsorganisation wurde im Februar 1921 abgeschlossen. Benannt wurde es nach George Washington Hockley (1802–1854), der im texanischen Unabhängigkeitskrieg anfangs als Chef des Stabes unter Oberbefehlshaber Sam Houston diente. Er kämpfte 1836 in der Schlacht von San Jacinto und führte als Oberst die Artillerie. Von 1838 bis 1841 war er Kriegsminister der Republik Texas.

## Demografische Daten

Alterspyramide des Hockley Countys (Stand: 2000)

Nach der Volkszählung im Jahr 2000 lebten im Hockley County 22.716 Menschen in 7.994 Haushalten und 6.091 Familien. Die Bevölkerungsdichte betrug 10 Einwohner pro Quadratkilometer. Ethnisch betrachtet setzte sich die Bevölkerung zusammen aus 74,38 Prozent Weißen, 3,72 Prozent Afroamerikanern, 0,82 Prozent amerikanischen Ureinwohnern, 0,13 Prozent Asiaten, 0,04 Prozent Bewohnern aus dem pazifischen Inselraum und 18,68 Prozent aus anderen ethnischen Gruppen; 2,22 Prozent stammten von zwei oder mehr Ethnien ab. 37,24 Prozent der Einwohner waren spanischer oder lateinamerikanischer Abstammung.
Von den 7.994 Haushalten hatten 38,1 Prozent Kinder oder Jugendliche, die mit ihnen zusammen lebten. 60,4 Prozent waren verheiratete, zusammenlebende Paare, 11,5 Prozent waren allein erziehende Mütter und 23,8 Prozent waren keine Familien. 21,2 Prozent waren Singlehaushalte und in 10,0 Prozent lebten Menschen im Alter von 65 Jahren oder darüber. Die durchschnittliche Haushaltsgröße betrug 2,77, und die durchschnittliche Familiengröße betrug 3,22 Personen.
29,1 Prozent der Bevölkerung waren unter 18 Jahre alt, 11,8 Prozent zwischen 18 und 24, 25,9 Prozent zwischen 25 und 44, 20,6 Prozent zwischen 45 und 64 und 12,6 Prozent waren 65 Jahre alt oder älter. Das Medianalter betrug 33 Jahre. Auf 100 weibliche Personen kamen 96,3 männliche Personen und auf 100 Frauen im Alter von 18 Jahren oder darüber kamen 92,2 Männer.
Das jährliche Durchschnittseinkommen eines Haushalts betrug 31.085 USD, das Durchschnittseinkommen einer Familie betrug 35.288 USD. Männer hatten ein Durchschnittseinkommen von 29.735 USD, Frauen 20.671 USD. Das Prokopfeinkommen betrug 15.022 USD. 14,8 Prozent der Familien und 18,9 Prozent der Einwohner lebten unterhalb der Armutsgrenze.

## Orte im County
| - Anton - Levelland | - Pep - Pettit | - Ropesville - Smyer | - Sundown - Whitharral |